# Fensuximidă
Fensuximida este un compus organic derivat de succinimidă, care prezintă efect antiepileptic. A fost utilizat în tratamentul crizelor de tip absență. Calea de administrare disponibilă este cea orală.